# TRAPPIST-1
TRAPPIST-1, též známo pod označením 2MASS J23062928-0502285, je mimořádně chladný červený trpaslík, hvězda spektrální třídy M8V. Nachází se v souhvězdí Vodnáře v poměrně blízkém sousedství Slunce, od něhož je hvězda vzdálena 12 parseků (přibližně 39 světelných let).
Hvězdu během putování vesmírem doprovází sedmičlenný planetární systém. Všech sedm exoplanet označovaných písmennými symboly TRAPPIST-1b, c, d, e, f, g, h je považováno za planety terrestrického typu s velikostí srovnatelnou se Zemí. Celkem tři z nich (e, f a g) obíhají mateřskou hvězdu v obyvatelné zóně, což je největší počet objevených k roku 2017 okolo jediné hvězdy. Dle závěrů NASA by se při vhodných atmosférických podmínkách mohla na všech sedmi exoplanetách soustavy TRAPPIST-1 nacházet voda v kapalném skupenství.

## Objev a pojmenování
Hvězda s označením 2MASS J23062928-0502285 byla poprvé pozorována v říjnu 2013 teleskopem TRAPPIST, který je provozován v jihoamerickém Chile a po němž získal tento systém své alternativní pojmenování TRAPPIST-1. Pozorování, jež vedl tým belgických astronomů v čele s Michaëlem Gillonem, probíhalo celkem 245 hodin (přes 62 nocí mezi 17. zářím a 28. prosincem 2016), sledovány byly změny v jasnosti hvězdy v blízkém infračerveném spektru (asi 900 nm). V květnu roku 2016 byly potvrzeny tři exoplanety s označením TRAPPIST-1b, 1c a 1d (označení a se používá pro hvězdu samotnou). 
K malé hvězdě posléze upřelo pozornost více teleskopů, další měření byla provedena na podzim 2016 na Very Large Telescope, UKIRT a hlavně na Spitzerově vesmírném dalekohledu, který potvrdil přítomnost dvou dříve objevených exoplanet a přidal čtyři další.

## Hvězdné specifikace
TRAPPIST-1 je červený trpaslík spektrálního typu M8V. Jeho hmotnost dosahuje pouhých 8 % sluneční, poloměr 11,4 % Slunce a celkový zářivý výkon jen 0,05 %, hvězda září nejvíce v infračerveném spektru. V porovnání s největší planetou naší soustavy je hmotnost červeného trpaslíka přibližně 84násobná oproti Jupiteru, což je předpokládaná spodní hranice pro možnost zažehnutí termonukleární reakce v jádře hvězdy (mezi 13 a 80 hmotnostmi Jupitera jde o hnědého trpaslíka). Teplota povrchu trpaslíka je mimořádně nízká, získaná hodnota je 2550 K, TRAPPIST-1 bývá proto zařazován mezi velmi chladné trpaslíky. Stáří hvězdy se původně odhadovalo přes 500 milionů let, v roce 2017 však bylo dalšími pozorováními určeno, že vznikla před 5,4 až 9,8 miliardami roků.
TRAPPIST-1 je jednou z bližších hvězd, od našeho Slunce ji dělí 39 světelných let mezihvězdného prostoru (12 parseků). Hvězda se nalézá v souhvězdí Vodnáře, na východ od hlavního obrazce, poblíž hvězd lambda a psí Aquarii. Se zdánlivou hvězdnou velikostí 18,8 magnituda není pozorovatelná ani pouhým okem, ani většími amatérskými dalekohledy.

## Planetární systém
Podle dosavadních objevů a pozorování zahrnuje planetární systém TRAPPIST-1 celkem sedm exoplanet, z nichž všechny jsou kamenné a velikostí srovnatelné se Zemí nebo Venuší. Planety obíhají kolem hvězdy v krátkých periodách po velmi blízkých oběžných drahách. Nejvzdálenější planeta, TRAPPIST-1h, obíhá ve vzdálenosti 0,06 AU od své hvězdy; planeta Merkur je od Slunce ve střední vzdálenosti 0,39 AU. Oběžnice jsou rozloženy velmi blízko sobě, podle sdělení NASA by pozorovatel na povrchu těchto planet mohl pozorovat sousední tělesa ve velikosti srovnatelné s Měsícem na zemské obloze a byl by schopen pouhým okem rozeznat povrch či atmosférické jevy těchto těles.
První planetou v pořadí od centra soustavy je TRAPPIST-1b, těleso o velikosti srovnatelné se Zemí (poloměr 1,086 Země), avšak  s předpokladem nižší hustoty, a proto zároveň menší hmotností. Planeta obíhá ve vzdálenosti 0,011 AU od svého slunce a oběhne ji za 1,5 dne. První přechod byl zaznamenán 27. října 2015. Druhou oběžnicí v pořadí je TRAPPIST-1c, jejíž poloměr je opět srovnatelný se Zemí (1,056 Země), hustota a hmotnost jsou pak o něco vyšší než zemské (hmotnost 1,38 Země). C byla první planetou, jejíž přechod byl pozorován, stalo se tak 17. září 2015. Obíhá ve vzdálenosti 0,015 AU od hvězdy s oběžnou dobou 2,4 dne. TRAPPIST-1d, třetí v pořadí, je od hvězdy vzdálená 0,021 AU a při prvních měřeních byla data o této planetě nejasná, a proto Gillon a jeho kolektiv žádali další observatoře o potvrzení (mezi dubnem a květnem 2016) - pozorování komplikovala další tělesa systému. Tato exoplaneta je rozměrově menší než Země, dosahuje pouze 0,77 zemského poloměru a je i méně hmotná (40 % hmotnosti Země). Hvězdu oběhne jednou za 4 dny. Tyto tři planety jsou podle závěrů NASA a belgické skupiny astronomů z února 2017 před obyvatelnou zónou, příliš blízko hvězdě.
Naproti tomu následující tři tělesa, TRAPPIST-1e, f a g, se nacházejí v obyvatelné zóně. E je planeta ve vzdálenosti 0,028 AU od centrální hvězdy, její poloměr je 0,92 poloměru Země, hustota a hmotnost byly určeny jako nižší, podobných hodnot jako u tělesa b. Oběžná doba planety e je 6,1 dne. Planeta f se nachází ve vzdálenosti 0,037 AU a je nepatrně větší než Země (1,045 R🜨), ovšem rovněž s nižší hmotností. Hvězdu oběhne za 9,2 dne. Planety e a f byly zaznamenány již při prvním pozorování na podzim a v zimě 2016, nejprve v říjnu samostatně a posléze při trojím transitu společně s tělesem c, ani jednou však nebyly popsány. Planeta g obíhá po dráze o poloose 0,045 AU a hvězdu oběhne za 12,3 dne. Je považována za největší planetu soustavy s poloměrem 1,127 Země a hmotností 1,34 Země (ovšem s vysokou nejistotou). Planeta TRAPPIST-1g byla poprvé pozorována rovněž při prvním sledování v roce 2016, kdy byla mylně zaměněna za těleso d. U všech těchto tří planet se předpokládá možnost výskytu kapalné vody.
Poslední, sedmou planetou soustavy je TRAPPIST-1h obíhající ve vzdálenosti 0,063 AU s periodou 20 dní. Předpokládaná velikost je menší (0,755 R🜨) než Země. Těleso se nachází až za obyvatelnou zónou a vědci počítají s možností, že jde o zmrzlý svět (popsaný jako sněhová koule). 
| Planeta     | Velká poloosa (10−3 AU) | Poloměr (R🜨) | Hmotnost (M🜨) | Hustota (ρ🜨) | Oběžná doba (dny)          | Excentricita dráhy | Sklon dráhy (°) |
| ----------- | ----------------------- | ------------ | ------------- | ------------ | -------------------------- | ------------------ | --------------- |
| TRAPPIST-1b | 11,54                   | 1,121 ±0,032 | 1,017 ±0,154  | 0,726        | 1,510 876 37 ±0,000 000 39 | 0,006 22           | 89,56 ±0,23     |
| TRAPPIST-1c | 15,81                   | 1,095 ±0,031 | 1,156 ±0,142  | 0,883        | 2,421 807 46 ±0,000 000 91 | 0,006 54           | 89,70 ±0,18     |
| TRAPPIST-1d | 22,28                   | 0,784 ±0,023 | 0,297 ±0,039  | 0,616        | 4,049 959 ±0,000 078       | 0,008 37           | 89,89 ±0,15     |
| TRAPPIST-1e | 29,28                   | 0,910 ±0,027 | 0,772 ±0,079  | 1,024        | 6,099 043 ±0,000 015       | 0,005 10           | 89,736 ±0,066   |
| TRAPPIST-1f | 38,53                   | 1,046 ±0,030 | 0,934 ±0,080  | 0,816        | 9,205 585 ±0,000 016       | 0,010 07           | 89,719 ±0,039   |
| TRAPPIST-1g | 46,87                   | 1,148 ±0,033 | 1,148 ±0,098  | 0,759        | 12,354 473 ±0,000 018      | 0,002 08           | 89,721 ±0,026   |
| TRAPPIST-1h | 61,93                   | 0,773 ±0,027 | 0,331 ±0,056  | 0,719        | 18,767 953 ±0,000 080      | 0,005 67           | 89,796 ±0,023   |